# Mariä Geburt (Dürrfeld)

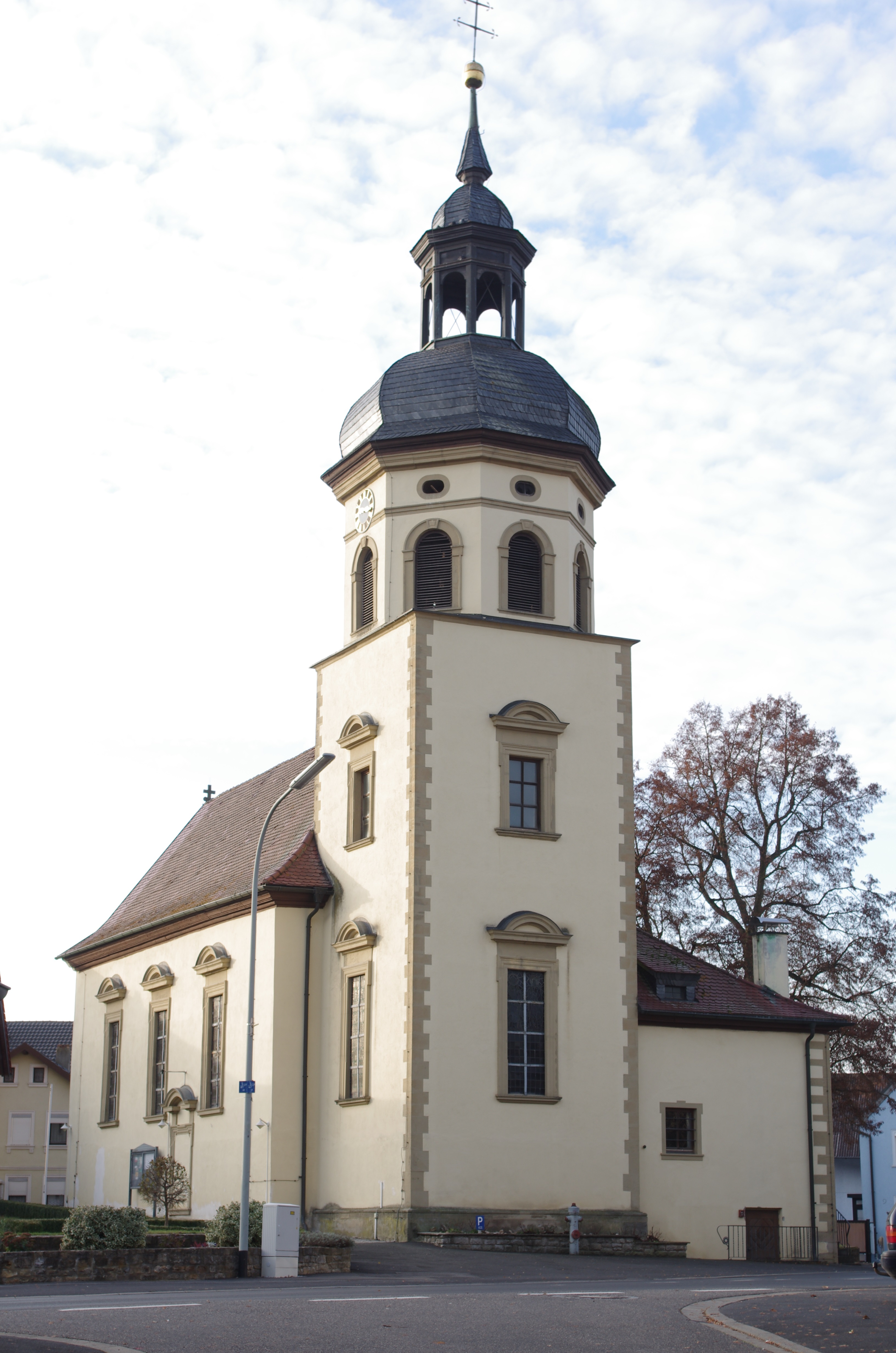
Mariä Geburt (Dürrfeld)

Mariä Geburt ist eine römisch-katholische Pfarrkirche in Dürrfeld, einem Gemeindeteil von Grettstadt im unterfränkischen Landkreis Schweinfurt in Bayern. Das Langhaus des denkmalgeschützten Bauwerks stammt aus dem Ende des 17. Jahrhunderts. Die Kirche gehört zur Pfarreiengemeinschaft Kirche am Zabelstein im Dekanat Schweinfurt-Süd des Bistums Würzburg.

## Beschreibung
Die unteren Geschosse des Chorturms sind aus dem späten Mittelalter. 1693 wurden das Langhaus und ein Seitenschiff auf seiner Nordseite errichtet. Der Chorturm wurde um ein achteckiges Geschoss aufgestockt, das die Turmuhr und den Glockenstuhl beherbergt, und mit einer Welschen Haube bedeckt. Der Hochaltar stammt aus dem Karmelitenkloster Bamberg. Die um 1720 gebauten Seitenaltäre zeigen in ihren Altarretabeln die Unbefleckte Empfängnis und den heiligen Josef mit dem Jesuskind. Die Kanzel wurde um 1700 gebaut, das Taufbecken um 1600.